# Wyładowanie jarzeniowe

Wyładowanie jarzeniowe z podziałem na poszczególne strefy:
I – ciemnia Astona
II – poświata katodowa
III – ciemnia katodowa (ciemnia Crookesa)
IV – poświata ujemna
V – ciemnia Faradaya
VI – zorza dodatnia
VII – pojaśnienie anodowe
VIII – ciemnia anodowa

Wyładowanie jarzeniowe – wyładowanie elektryczne w gazach, podczas którego gaz emituje światło. Efekt ten można otrzymać w gazach przy niskich ciśnieniach rzędu 1 Tr. Pod niskim ciśnieniem, w miarę oddalania się od katody, występują jasne i ciemne przestrzenie. Natomiast środkowa część ma charakterystyczną pierścieniową budowę. Po zwiększeniu ciśnienia, struktura ta zanika.
Obserwuje się tylko jednorodne świecenie środkowej strefy wyładowań z ciemnymi przestrzeniami koło elektrod. Wyładowania te wykorzystuje się między innymi w technikach oświetleniowych.